# Jewgienij Czeriepowski
Jewgienij Nikołajewicz Czeriepowski, ros. Евгений Николаевич Череповский (ur. 17 października 1934 w Charkowie, zm. 12 lipca 1994 we Lwowie) – ukraiński szablista reprezentujący ZSRR, brązowy medalista olimpijski i czterokrotny medalista mistrzostw świata.
Na igrzyskach olimpijskich w Melbourne w 1956 roku reprezentacja ZSRR w składzie: Lew Kuzniecow, Jakow Rylski, Jewgienij Czeriepowski, Dawid Tyszler i Leonid Bogdanow zdobyła drużynowo brązowy medal. W zawodach indywidualnych odpadł w półfinałach. Na rozgrywanych cztery lata później igrzyskach olimpijskich w Rzymie był drużynowo piąty.
Podczas mistrzostw świata w Rzymie w 1955 roku razem z Bogdanowem, Kuzniecowem, Rylskim i Tyszlerem zajął trzecie miejsce w zawodach drużynowych. W tej samej konkurencji zdobywał następnie srebrne medale na mistrzostwach świata w Paryżu (1957) i mistrzostwach świata w Turynie (1961) oraz brązowy na mistrzostwach świata w Budapeszcie (1959).
Mieszkał we Lwowie, został pochowany na Cmentarzu Łyczakowskim we Lwowie.